# Knut Steen

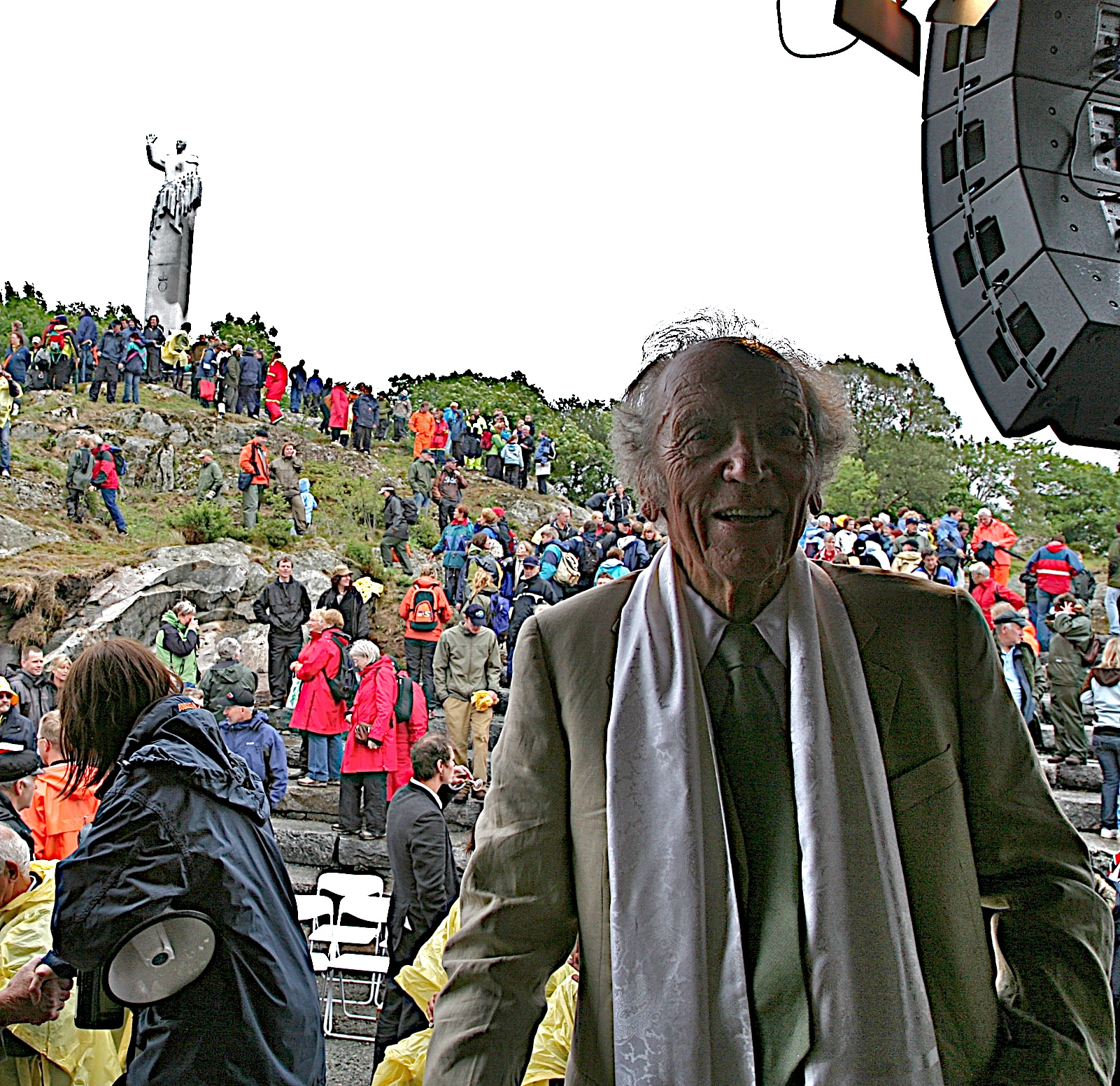
Knut Steen med den uppmärksammade statyn av Olav V i bakgrunden, augusti 2007.

Knut Steen, född 19 november 1924 i Oslo, död 22 september 2011 i Sandefjord, var en norsk skulptör. Han var mest känd för sina verk till Statens Kunstakademi och Per Palle Storm i Köpenhamn. Steen var från 1973 bosatt i Carrara i Italien.
Under 2006 blev han omnämnd flera gånger efter att han gjort en åtta meter hög staty av kung Olav V på uppdrag av Oslo kommun som inte blev godkänd, bl.a. för att statyns högra arm påminde om en romersk hälsning. Steen påstod dock själv att det var denna position kung Olav var känd för när han hälsade på folket. Statyn var från början tänkt att vara placerad på Rådhusplatsen i Oslo. Steen ville från början ha kvar statyn i Italien när Oslo inte ville ha den, men efter att flera norska kommuner visade intresse för statyn valde han i stället Skjerjehamn i Gulens kommun. Statyn avtäcktes sedan under Utkantfestivalen 4 augusti 2007.
I januari 2008 blev Steen utnämnd till Riddare av första klassen av St. Olavs Orden för sina insatser som bildhuggare.